# Vatilieu
Vatilieu település Franciaországban, Isère megyében. Lakosainak száma 367 fő (2022. január 1.). Vatilieu Chantesse, Cras, Serre-Nerpol, Notre-Dame-de-l’Osier és Quincieu községekkel határos.

## Népesség
A település népessége az elmúlt években az alábbi módon változott:
| Lakosok száma | 203  | 265  | 315  | 369  | 364  | 370  | 365  | 360  | 358  | 367  |
|               | 1968 | 1982 | 1990 | 2006 | 2013 | 2015 | 2017 | 2019 | 2020 | 2022 |